# Índice de Theil
El índice de Theil es una medida de desigualdad basada en la entropía de Shannon. Sirve para medir y comparar la distribución de la renta. Según Pablo Cotler dicho índice permite ser desagregado en un componente de desigualdad al interior de los grupos de estudio, y otro correspondiente a la desigualdad entre grupos.
El valor del índice de Theil es dado por la fórmula: Theil= 1-exp(-R). El valor resultante está entre 0 y 1, cuanto más cercano sea el valor a 1, peor será la distribución de la renta.